# Gesta Dei per Francos
Composti tra il 1107 e il 1108 (o già a partire dal 1106, con integrazioni e rimaneggiamenti applicati fino al 1111) dall’abate Guiberto di Nogent (Clermont, 15 aprile 1055 – Nogent-sous-Coucy, 1124 ca.), i Gesta Dei per Francos si collocano nell’alveo della storiografia delle Crociate, la prima delle quali costituisce l’oggetto di interesse documentario dell’ecclesiastico. Questi ripercorre in nove libri le vicende della guerra santa o -più precisamente- dei pellegrinaggi armati nel Levante dal Concilio di Clermont, indetto da papa Urbano II nel novembre del 1095, fino alla conquista crociata della città di Gerusalemme, avvenuta nel luglio del 1099. Negli ultimi due libri -il secondo dei quali edito da un autore a noi ignoto- figurano eventi svoltisi in Terrasanta tra il periodo immediatamente successivo alla presa della Città Santa e la seconda decade del XII secolo.

## L'opera
Il titolo della cronaca è per noi di grande interesse: esso vuole avanzare, con l’attribuzione alla divinità dell’impresa e del suo successo (di cui i Franchi, dunque, sarebbero veicolo), un’interpretazione in chiave provvidenziale delle gesta belliche dei crociati, con una sottolineatura della natura e delle motivazioni religiose delle stesse. Ed è proprio in questo intendimento della crociata come cammino di salvezza e come impresa di divina ispirazione ed esecuzione che Guiberto di Nogent si mostra differente dall’anonimo autore dei Gesta Francorum, l’opera dalla quale l’abate nogentino attinge per la stesura della sua cronaca. Difatti, un altro elemento di differenziazione tra l’anonimo di cui sopra e Guiberto risiede nel fatto che, se quest’ultimo -per sua stessa ammissione- non prese parte alla prima crociata, il primo ne fu quasi sicuramente testimone oculare e ciò parrebbe spiegare -forse- la minore fortuna dell’opera dell’abate nogentino rispetto ai Gesta Francorum e alla cronaca di Fulcherio di Chartres, tra i principali osservatori e commentatori delle imprese cristiane in Terrasanta.

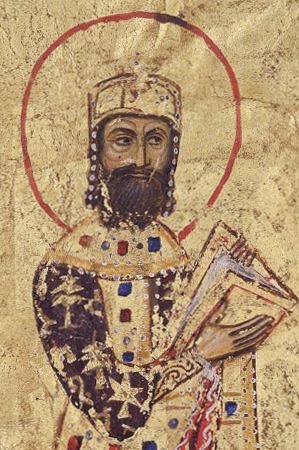
Alessio I Comneno, imperatore bizantino al tempo della Prima crociata

Lo stile dei Gesta Dei per Francos è elaborato, a tratti difficile (come l’autore stesso ammette nella lettera dedicatoria in apertura al testo), e assume toni panegiristici nel momento in cui Guiberto descrive la forza d’animo dei sovrani e degli aristocratici che presero parte alla spedizione gerosolimitana, così come prende connotati comici e a un tempo severi nell’affrescare atteggiamenti e azioni dei pellegrini poveri e illetterati. La vena panegiristica di cui si è detto sopra torna poi nella presentazione del martirio di chi, catturato dai cosiddetti Turchi (denominazione non errata ma riduttiva della fazione islamica, ravvisabile non solo in Guiberto, ma anche in tanti altri autori di testi poetici e storico-prosastici sulle Crociate), ha preferito la morte al rinnegamento del credo cattolico. Non mancano poi elementi di superstizione, frammisti però a segnali di consapevolezza religiosa, come nel caso del dialogo tra Kerbogha, guida militare dell’esercito musulmano, e la di lui madre, la quale preconizza al figlio la sconfitta delle sue schiere contro i cristiani, coloro che godrebbero realmente del favore divino. L’opera si mostra, dunque, come una cronaca all’insegna della coloritura stilistica e del pluralismo delle classi sociali coinvolte nelle peregrinazioni e nelle battaglie orientali.
Ma i Gesta Dei per Francos non costituiscono tout court una summa degli eventi bellici della prima crociata: nel trattare di essi, infatti, l’autore inserisce non di rado racconti ed episodi di vario genere, opinioni e considerazioni ideologiche che possono spaziare dalla polemica contro eresiarchi e giudei (non infrequente nell’opera tutta di Guiberto di Nogent, dal De pigneribus sanctorum fino al Contra Iudaizantem et Iudaeos) alla comparazione tra imprese e valori degli antichi e dei moderni, o ancora alla descrizione dell’impazienza di bambini che, procedendo in viaggio con civili e soldati, domandano insistentemente se le città che progressivamente incontrano corrispondano a Gerusalemme. Infine, l’impianto ideologico dell’opera non è solo religioso e avveniristico: già nel primo libro, l’abate insistendo su virtù e onestà intellettuale dei francesi -ininterrotte nei secoli- fa mostra di grande spirito nazionalistico.

## Contenuto
Lettera a Lisiardo, vescovo di Soissons
L’epistola dedicatoria anticipa la narrazione e costituisce tanto un elogio all’indirizzo del vescovo di Soissons quanto un espediente volto a innalzare il tenore di una cronaca che, se accostata a un personaggio insigne come Lisiardo, concorrerebbe -nell’ottica dell’autore- a dar lustro maggiore al racconto. La missiva costituisce altresì una dichiarazione di intenti in termini tanto stilistici quanto narrativi: Guiberto dice infatti d’aver voluto ardentemente scrivere un’opera di storia con l’eleganza verbale che alla storia, a parer suo, si confà.
Prefazione
Nello scrivere la prefazione che precede il primo libro, Guiberto dichiara d’esser stato guidato, nella stesura dell’opera tutta, dalla volontà divina (come lo furono coloro che presero parte alla Crociata). L’autore denuncia poi l’eccessiva semplicità di un’altra versione del racconto delle crociate e asserisce di aver voluto dotare il suo di uno stile severo come quello delle gesta marziali e del ritmo controllato proprio delle questioni divine. Guiberto dichiara, infine, d’aver appreso le informazioni che riporta da un precedente autore e da testimoni diretti della crociata e d’aver preferito, nelle denominazioni, gli usi nuovi a quelli più arcaici (Turchi in luogo di Parti, Khorasan in luogo di Caucaso, ad esempio).
Libro I
Guiberto mette a paragone le imprese degli antichi con quelle dei moderni, le quali ultime sarebbero ancor più degne di ammirazione -secondo l’autore- in quanto ispirate e volute dallo stesso Dio. Il libro procede con la descrizione delle condizioni e dello stato della Chiesa orientale dalla tarda antichità fino ai giorni in cui scrive Guiberto, molto impietoso nel giudicare i Bizantini e l’instabilità della loro fede e dei loro costumi. Ma il bersaglio principale degli attacchi dell’abate di Nogent è Maometto, descritto come un falso e un ingannatore di masse. Infine, l’autore, con l’intento di magnificare la forza e l’audacia dei Franchi, riferisce della richiesta d’aiuto inviata a questi ultimi (nella fattispecie a Roberto di Fiandra) dall’imperatore costantinopolitano.
Libro II
La narrazione si apre con un ritratto encomiastico di papa Urbano II, descritto come un uomo di nobili natali e munito di grandezza d’animo. Seguono la convocazione del Concilio di Clermont nel novembre del 1097 e la partenza delle masse di pellegrini alla volta della Terrasanta, non priva di difficoltà e violenze. Non manca però, nel racconto del soggiorno costantinopolitano di alcuni soldati europei, l’insistenza sulle loro insolenza e rapacità, tradottesi in furia distruttiva e saccheggio di Bisanzio. Il libro procede poi con il primo e tragico incontro tra occidentali e Turchi, coincidente col massacro dell’esercito al seguito di Pietro l’Eremita nell’ottobre del 1096 presso Civitot, e si conclude con la presentazione dei principali comandanti franchi, ossia i fratelli Goffredo di Buglione, Baldovino I ed Eustachio, Roberto di Fiandra, Ugo il Grande, Stefano II di Blois e Raimondo di Saint-Gilles.
Libro III
Vengono qui presentati Boemondo d’Altavilla, suo nipote Tancredi, l’inizio del loro periplo e il modo in cui, insieme ai Franchi, riuscirono a riconquistare la città di Nicea all’Impero bizantino nel giugno del 1097. Dopo un violentissimo scontro con le truppe turche (avvenuto pochi giorni dopo la presa di Nicea), Guiberto narra dell’adozione di Baldovino da parte dell’anziano duca di Edessa, con conseguente attribuzione della carica ducale al giovane franco, il quale, poco dopo, fa giustiziare i capi di una rivolta cittadina a danno suo e del padre adottivo, morto assassinato dai ribelli.
Libro IV
Guiberto, in apertura del capitolo, dichiara di non aver mai visitato la Terrasanta, ma di non essere per tale motivo meno attendibile, vista l’autenticità delle informazioni pervenutegli dai testimoni diretti della crociata. Il libro, pressoché integralmente, affronta l’assedio di Antiochia con magnificazione dell’ardimento di Boemondo e condanna della viltà di Pietro l’Eremita. Infine, l’autore, a testimonianza della truculenza dei Turchi e della forza d’animo dei partecipanti alla crociata, riporta il martirio cui i Turchi sottoposero un cavaliere laico che egli conosceva sin da quando era bambino.
Libro V
All’inizio di giugno del 1098, Antiochia viene catturata dall’esercito cristiano dopo alcune trattative segrete tra Boemondo e Pirro (Firuz), uno dei capi delle truppe islamiche, e dopo duri scontri sia campali sia cittadini. Compaiono poi Kerbogha di Mosul, comandante turco intenzionato a riconquistare la città, e la di lui madre, che gli prospetta la futura vittoria dei soldati cristiani, guidati nell’impresa dal favore divino. Il capitolo è pervaso dalla componente profetica: uno dei soldati, Pietro, racconta che in una visione notturna Sant’Andrea gli ha rivelato l’ubicazione della Lancia del Signore (ossia «la lancia che aveva trafitto il fianco del Cristo»), il possesso della quale garantisce la vittoria in guerra. Infine, fa la sua comparsa nei pressi di Antiochia l’imperatore Alessio che, dopo la constatazione della presa della città e della permanenza attorno ad essa di Turchi intenzionati a riconquistarla, torna a Costantinopoli.
Libro VI

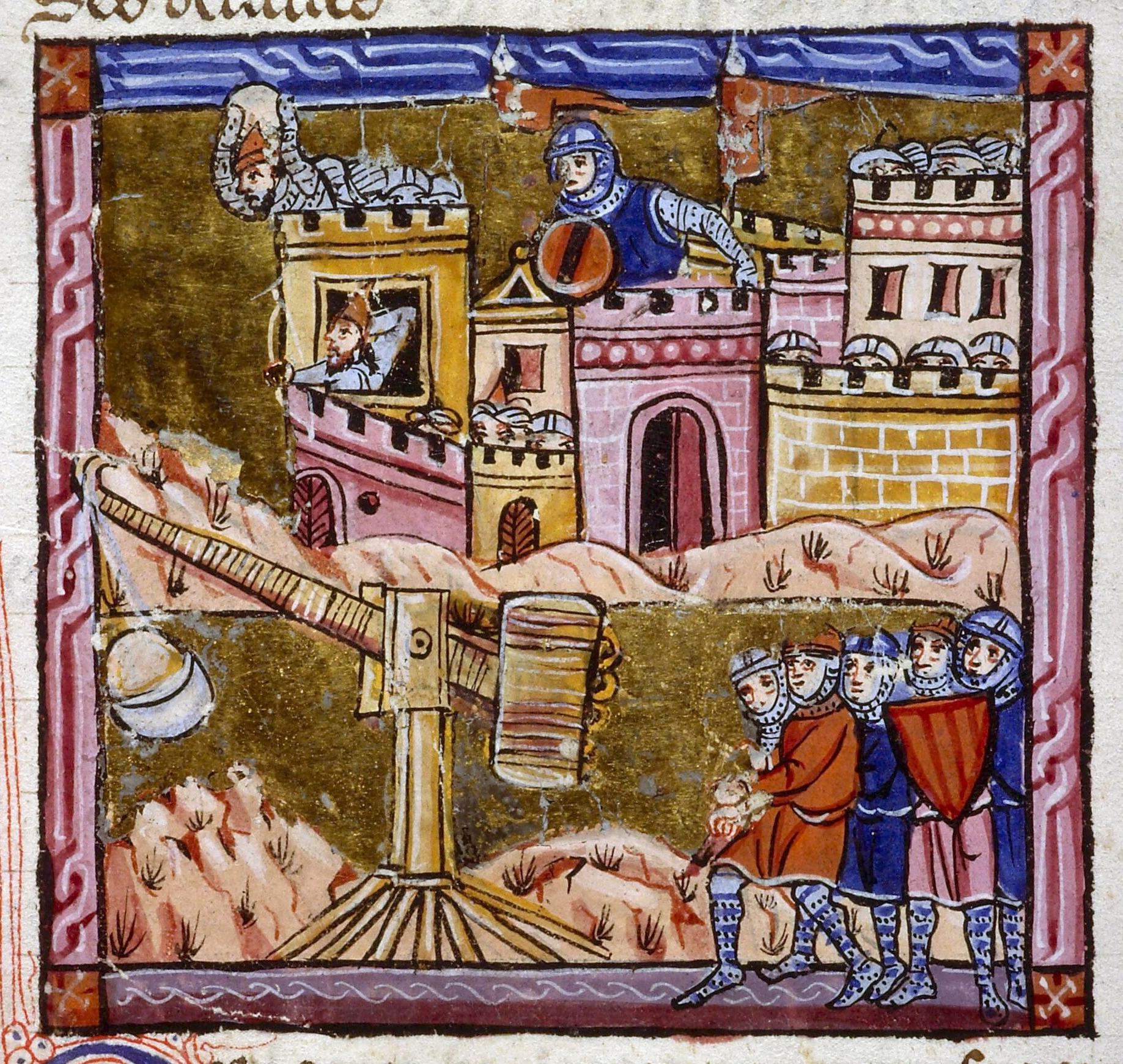
L'assedio di Antiochia

La magica e salvifica Lancia del Salvatore viene ritrovata con grande giubilo di tutti i cristiani, che ingaggiano in Antiochia una lunga e sfiancante lotta resistenziale contro i Turchi di Kerbogha (che Pietro l’Eremita aveva invano incontrato con l’intenzione di dissuaderlo dall’intraprendere l’assedio), usciti infine sconfitti dallo scontro. Ademaro, vescovo di Puy e grande guida spirituale dei pellegrini dall’inizio del viaggio, muore il primo agosto del 1098 gettando nello sconforto i cristiani. Si accende poi il dibattito sulla giurisdizione della città: nessuno, infatti, riesce a stabilire se essa vada affidata a Boemondo o se debba essere restituita all’imperatore, come promesso a quest’ultimo da Raimondo di Saint-Gilles. Pochi mesi dopo, alla fine di novembre del 1098, questi lascia Antiochia, raggiunge -dopo una serie di assedi (tra cui figura quello di Marrah)- la città portuale di Tripoli e tenta di espugnarla con macchine balistiche.
Libro VII
Goffredo di Buglione, Raimondo di Saint-Gilles, Roberto di Normandia e Roberto di Fiandra stipulano, nel maggio del 1099, un accordo di non belligeranza con il re di Tripoli, dopo il quale si dirigono a sud, toccando città quali Sur, Acri e Cesarea. Giungono infine a Gerusalemme, ove il 6 giugno avviano un ferocissimo assedio che vede i cristiani attorniare le mura della città e penetrare in essa dopo il logoramento della cinta sui lati orientale e meridionale. Sfondate le barriere, nei pressi e all’interno del Tempio di Salomone (o meglio, di un’imitazione dello stesso, stando alle parole di Guiberto), si consuma il massacro dei Saraceni, cui segue la presa della città. Goffredo viene poi gravemente ferito da un orso, ma resta in vita; Baldovino, anch’egli ferito durante l’assedio, rifiuta il macabro esperimento di un medico che intendeva ferire (per poi uccidere) un saraceno nello stesso punto in cui era stato colpito il nobile franco al fine di studiare il miglior rimedio contro la lesione.
Libro VIII
Alla presa di Gerusalemme segue il disbrigo di alcune questioni ecclesiastiche, prima tra tutte l’attribuzione del patriarcato gerosolimitano, ceduto da papa Pasquale (difatti, Urbano II era morto il 29 luglio del 1099, due settimane dopo la conquista della Città Santa, di cui egli non venne mai a sapere) all’arcivescovo pisano Daiberto, ma questi fu accusato di tradimento e al suo posto fu ordinato patriarca Arnolfo (ecclesiastico molto sgradito a Guiberto per le sue presunte malversazioni). Goffredo apprende poi da alcuni ambasciatori che i Saraceni hanno intenzione di attaccarlo e dispone che la battaglia si svolga presso Ascalona, ove l’esercito franco vincerà il 13 agosto del 1099. Guiberto seguita il racconto riflettendo sulla Crociata, sul suo valore e sulla forza attrattiva che ha esercitato sui combattenti e sulle moltitudini di civili che ad essa hanno preso parte. Dopo ciò, l’autore tratta della sconfitta e della morte sul campo di battaglia di Ugo il Grande, del decesso di Goffredo di Buglione e della reggenza gerosolimitana ereditata da suo fratello Baldovino (tutti eventi successivi alla conquista di Gerusalemme). Guiberto cita infine Fulcherio di Chartres e la sua opera, dichiarando di aver riportato alcuni episodi da lui narrati benché ne disprezzi lo stile e ritenga falso molto di ciò che racconta.
Libro IX (pubblicato da un altro autore)
Re Baldovino, nel 1112, stipula una pace col sovrano dei Saraceni, ma questi trama segretamente e inaspettatamente (nel vedere Gerusalemme, infatti, egli piange, ma le sue vengono scambiate per lacrime di pietà anziché di nostalgico sdegno) contro di lui e in breve tempo rompe gli accordi. Ne scaturisce una guerra, che viene vinta dal sovrano gerosolimitano proprio dinanzi alle porte della Città Santa.

## Tradizione manoscritta ed edizioni
Manoscritti
I Gesta dei per Francos ci sono giunti tramite otto manoscritti, quasi tutti collocabili al XII secolo ed elencati di seguito:
• Berlin, Staatsbibliothek zu Berlin - Preußischer Kulturbesitz, lat. 2° 358 (XII secolo)
• Bern, Burgerbibliothek 458 (seconda metà del XII secolo)
• Città del Vaticano, Biblioteca Apostolica Vaticana, Reg. lat. 122 (XII secolo ex.)
• Firenze, Biblioteca Medicea Laurenziana, Ashburnham 1054 (secondo quarto del XII secolo)
• København, Kongelige Bibliotek, Fabricius 95 8° (prima metà del XII secolo)
• Paris, Bibliothèque Nationale de France, lat. 12945 (XIII secolo med.)
• Paris, Bibliothèque Nationale de France, lat. 18416 (seconda metà del XII secolo)
• Paris, Bibliothèque Nationale de France, lat. 18417 (terzo quarto del XII secolo)
Edizioni a stampa
• Gesta Dei per Francos, sive Orientalium expeditionum, et regni Francorum Hierosolimitani historia a variis, sed illius aevi scriptoribus, litteris commendata. Nunc primum aut editis, aut ad libros veteres emendatis, ed. Jacques Bongars, voll. 2, Hanoviae, 1611.
• Venerabilis Guiberti abbatis B. Mariae de Novigento Opera omnia, ed. Jean Luc d’Achery, Lutetaiae Parisiorum, 1651, pp. 367-453.
• Collection des mémoires relatifs à l'histoire de France, depuis la fondation de la monarchie françois jusqu’au 13e siècle, ed. F. Guizot, voll. 30, Parigi, 1823-1835, IX. pp. 1-338.
• Gesta Dei per Francos, ed. J.P. Migne, Paris, 1853, Patrologia Latina 156, coll. 679-838.
• Guibert de Nogent Geste de Dieu par les Francs. Histoire de la première croisade, cur. Monique-Cécile Garand, Turnhout, 1998, pp. 43-306.
• The Deeds of God through the Franks. A Translation of Guibert de Nogent's «Gesta Dei per Francos», Robert Levine, Woodbridge-Rochester, New York, 1998.
• John Victor Tolan, Vie de Mahomet de Guibert de Nogent. Présentation du texte in Pays d'Islam et monde latin Xe-XIIIe siècle. Textes et documents, cur. Pierre Guichard-Denis Menjot, Lione, 2000.